# La Dîme royale
Pour les articles homonymes, voir Dime.
La Dîme royale est un ouvrage écrit par Sébastien Le Prestre de Vauban de 1695 à 1697 en collaboration avec son secrétaire, l'abbé Vincent Ragot de Beaumont, et publié en 1707. 

## Contexte et portée
En 1695, Vauban compose un Projet de Capitation. Il s'agit d'un impôt exceptionnel et momentané, tant que la guerre durera, qui n'est pas substitué aux impôts existants, mais superposé à eux. Sa nouveauté est une exemption de paiement pour ceux qui n'ont pas les moyens de payer, jointe à la suppression d'exemption des privilégiés. Autre nouveauté : la Capitation est imposée sur toutes les natures de bien qui peuvent produire du revenu et non sur les différents étages de qualité des gens. Mais si le mémoire sur la Capitation montre donc bien dans quel sens s'orientait dès 1695 l'esprit de Vauban, il n'envisageait alors pas d'en saisir l'opinion publique, ce mémoire étant destiné au roi Louis XIV. Dès la même année, une capitation fut effectivement introduite dans le système fiscal, pour être supprimée trois ans plus tard en 1698 à la paix de Ryswick, rétablie en 1701, et désormais maintenue. Les sujets du roi sans exception payent cet impôt et le dauphin lui-même n'était pas exempté de la première capitation. Mais le clergé en fut exempté, et l'ensemble des privilégiés fit transformer la cotation selon le revenu en un forfait modéré. Une fois de plus, l'innovation réformatrice était « récupérée » et exploitée pour accroître les abus : un impôt exceptionnel devenait ainsi permanent et un impôt selon le revenu faisait payer proportionnellement plus les pauvres que les riches. Vauban fut fort sensible à ce détournement qu'avaient commis les gens de finances à partir de ses propres suggestions. Il perdit sans doute toute illusion sur l'usage que les « fripons » qu'il dénonçait pourraient faire désormais de dispositions partielles et momentanées. 
Dès 1698, dans une lettre du 28 janvier à son ami Le Péletier de Souzy il avait d'ailleurs annoncé une réforme radicale : La Dîme Royale. 

### Contexte d'écriture
Cette « Dîme », Vauban l'avait même évoquée dans le mémoire sur La Capitation. Et en 1698, l'essentiel devait déjà en être rédigé, notamment toute la préface. Pourtant ce n'est que huit ans plus tard, en 1706, que Vauban confie son manuscrit à son collaborateur l'abbé Vincent Ragot de Beaumont, pour le faire imprimer à Rouen sans autorisation et sans nom d'auteur. 
Les historiens ont beaucoup débattu sur ce geste, qui paraît inconsidéré de la part d'un Maréchal de France au faîte des honneurs, d'un soldat dont l'éthique est à base d'obéissance, d'un homme dont le Roi après Dieu tient de tout. Celui qui s'indignait de la pratique des libelles clandestins imprimés en Hollande et distribués en France qui critiquaient le pouvoir royal, est devenu à son tour, dans un régime de strict contrôle de la pensée et de l'écrit, un auteur et un éditeur illégal. 
Huit ans de réflexion sans doute et probablement des tentatives préalables pour être mieux et plus utilement écouté du pouvoir, avant de se résoudre à cet acte qui paraît contredire toute sa vie et qui en fait révèle et confirme la véritable dimension de l'homme. Vauban a d'autant plus de mérite que cela lui coûte non seulement sa tranquillité mais également un confort de l'esprit et il doit alors rejeter des principes qu'il avait tenus aussi au rang de vérités devant l'exigence du bien public. 
Telle qu'elle se présente, la Dîme Royale n'est pas plus dirigée contre le roi qu'un autre acte de la vie de Vauban. Il s'agit bien au contraire de faire en sorte que le roi arrachant le peuple de la misère, soit réconcilié avec lui et se sépare des profiteurs que sont les gens de finances. 
À partir de fin 1706, Vauban introduit en fraude plusieurs exemplaires de son ouvrage. En tout 276 ouvrages sont reliés et la distribution commence chez les amis et dans l'entourage proche de Vauban.

### Réaction
Son ouvrage va intriguer aussitôt des gens surtout les financiers visés par Vauban. Le Conseil Privé du roi saisit l'affaire de cet ouvrage anonyme le 14 février dont nul n'ignore l'auteur. Mais Vauban ne sera jamais attaqué directement. Néanmoins le Conseil décide de la censure, de la saisie et de la destruction de tous les exemplaires de l'ouvrage. Le Conseil du 14 mars ordonne à la police d'intervenir. Vauban mourut quelque temps après.

## Principes et maximes fondamentaux de ce système
Vauban présente dès le départ dans ses ouvrages les maximes fondamentales de la Dîme Royale. Il part du principe selon lequel tous les peuples ont besoin de la protection d'un État pour subsister. Mais le souverain de cet État ne peut donner cette protection que si les sujets lui en fournissent les moyens. Vauban en conclut trois nécessités qui résultent de ce raisonnement. Premièrement, il y a une obligation naturelle pour tous les sujets de tout ordre et de toutes conditions de contribuer à proportion de leur revenu ou de leur industrie à la Dîme ; deuxièmement, tous les sujets sont concernés par ce droit ; troisièmement, tous les privilèges qui tendraient à se faire exempter de cette contribution seraient injustes et abusifs.

### Égalité du paiement et suppression des privilèges
L'un des principes fondamentaux de la Dîme Royale est la suppression des privilèges vis-à-vis de la contribution à celle-ci. Vauban a été très déçu que les privilégiés ne contribuent pas à l'impôt, bien que le gouvernement ait voulu aller dans ce sens. Vauban considère qu'il est naturel pour tout sujet de participer au soutien de l’État par reconnaissance à son bon Roi. À ce titre, la noblesse et le clergé doivent participer à hauteur de leur revenu. Pour lui, il doit y avoir une égalité et un partage équitable entre tous les ordres devant l'impôt. La répartition de l'impôt ne se ferait plus arbitrairement mais en fonction des revenus. Ainsi le peuple ne participerait plus autant à l'impôt et s'en trouverait soulagé. 

### Un impôt unique
La Dîme Royale proposée par Vauban est un impôt unique, qui remplacerait tous les impôts existants. Ainsi la collecte serait facilitée et les abus seraient limités. La Dîme supprimerait par exemple la taille, qui était jugée abusive par Vauban et par d'autres. Les seules taxes anciennes que Vauban laisserait en place sont la gabelle et le revenu fixe, c'est-à-dire les amendes, les confiscations, le papier timbré, les postes, tout ce qui relevait du domaine foncier du roi, dit corporel, et le domaine incorporel. 
Le principe général consiste à faire en sorte de ne pas faire payer deux fois pour le même revenu, car cette cascade de taxes contrariait l'effort des sujets du roi. Vauban a toujours eu ce souci de ne pas faire de l'impôt une cause de stagnation économique.

## Les fonds de la Dîme

### Fonds ruraux
La perception de la Dîme sur les fonds ruraux se fait en nature. Une étude est faite avec soin sur la superficie et sur le rendement des terres, puis un calcul de la moyenne du rendement sur dix ans est fait tenant compte des années de jachère pour le blé et de la proportion des prairies et des bois.
Les denrées sont directement versées dans les greniers royaux et ne sont plus affermées d'avance à des intermédiaires qui prélevaient à leur profit la plus grosse part des taxes. Ainsi le roi reçoit plus et le contribuable paie moins. 
Le prélèvement ne se fait que sur des ressources existantes pour ne pas endetter le contribuable. Selon Vauban un contribuable ruiné est un contribuable perdu pour la contribution. Ainsi avec la Dîme il restera toujours au propriétaire non seulement assez pour vivre mais aussi pour améliorer son bien. 
Le taux de la Dîme peut varier mais au-dessus de 10% elle serait abusive. Vauban pense que le taux de 5% est suffisant. 

### Fonds non ruraux
Ce fonds porte d'abord sur les maisons des villes et des bourgs. La Dîme est prélevée sur la location. Si la maison est occupée par le propriétaire, elle sera taxée au même taux que si elle était louée. C'est en fait le principe de l'impôt actuel sur les biens fonciers. 
Les moulins, les navires, les pensions, les gages, les produits des arts et des métiers connaissent des taxes similaires. La taxe sur le commerce est particulièrement modérée. 
Sur l'ensemble, l'impôt sera proportionnel avec cependant une dégressivité supplémentaire pour les catégories inférieures. Vauban montre encore ici sa volonté d'alléger le peuple et qu'il se préoccupe de son sort.

## Les sources utilisées par Vauban
Dans sa préface, Vauban nous indique lui-même ses sources. Elles proviennent de trois principales sources: la religion, la Chine et de Pierre Le Pesant de Boisguilbert. Il nous dit que «ce système n'est pas nouveau : il y a plus de trois mille ans que l'Écriture sainte en a parlé, et l'histoire profane nous apprend que les plus grands États s'en sont heureusement servis. Les empereurs grecs et romains l'ont employé ; nos rois de la première et de la seconde race l'ont fait aussi, et beaucoup d'autres s'en servent encore en plusieurs parties du monde, au grand bien de leur pays. On prétend que le roi d'Espagne s'en sert dans l'Amérique et dans le Îles, et que le Grand Mogol et le roi de la Chine s'en servent aussi dans l'étendue de leurs empires».

### La religion
Les allusions à la Bible, et à une information historique approximative, se réfèrent à des traditions d'imposition simple et claire auxquelles devaient se remettre les États primitifs et administrativement peu équipés. La Dîme Royale repose aussi sur ce principe selon lequel le système fiscal est simple et clair.
Vauban ajoute que «l'établissement de la Dîme Royale imposée sur tous les fruits de la terre, d'une part, et sur tout ce qui fait le revenu des hommes, de l'autre, paraît le moyen le mieux proportionné de tous.» 

### La Chine
La référence à la Chine est plus précise. Selon lui, «il faudrait diviser tout le peuple par décuries, comme les Chinois» car ces derniers ont «une méthode pour faire le dénombrement de leur peuples, très aisée, et qui paraît fort bien ordonnée.» Vauban en tire une argumentation sur la justice fiscale, amorce d'une justice sociale. Le dénombrement, mis en pratique depuis tant de siècles en Chine, fonde aussi la légitimité de ses efforts en faveur d'une science statistique qui contribuera à fixer cette juste fiscalité. 
La Chine est en effet au centre de la culture européenne au XVIIe siècle. La Chine est considéré comme la monarchie la plus parfaite. Les causes en sont d'abord leur grande stabilité, l'absolutisme, mais aussi le régime fiscal de paiement en nature, sous forme de denrées prélevées à la production et proportionnellement à la production. Dans ce but, toutes les terres ont été mesurées, les familles recensées.

### Sieur de Boisguilbert
Vauban cite ensuite de Boisguilbert et son ouvrage Détail de la France. Ce dernier a constaté dans le royaume de France, toujours menacé par la famine, que la moitié des terres étaient en friche ou mal cultivées, parce que la taille, calculée très arbitrairement sur l'appréciation des biens, ôte au paysan l'argent dont il devrait disposer pour mettre ses champs en valeur. De plus, le système de douane en place entravait la circulation des richesses et le commerce. 
L'idée centrale de Boisguilbert, et dont Vauban s'inspire, consiste à remplacer les multiples impôts par deux impôts directs.

## Sources